# Église Saint-Martin de Bonnesvalyn
L'église Saint-Martin est une église située à Bonnesvalyn, en France.

## Localisation
L'église est située sur la commune de Bonnesvalyn, dans le département de l'Aisne. Elle est rattachée à la paroisse Saint Crépin les Vignes.

## Description

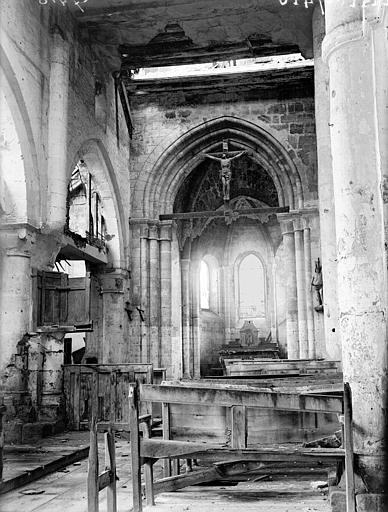
Le chœur en 1920 - Médiathèque de l'architecture et du patrimoine.

C'est une église romane et bien conservée dans son ensemble. La nef est terminée par un chevet polygonal orné d'une frise de modillons. L'abside est richement ornementée.
Il est classé au titre des monuments historiques en 1920, ainsi que plusieurs objets, dont un groupe sculpté, la Charité de saint Martin, une Croix de procession et le retable du collatéral nord.

## Historique
Le monument date du XIIe siècle, et ses techniques de construction sont communes avec les cathédrales de Laon et de Notre-Dame de Paris.

## Restauration

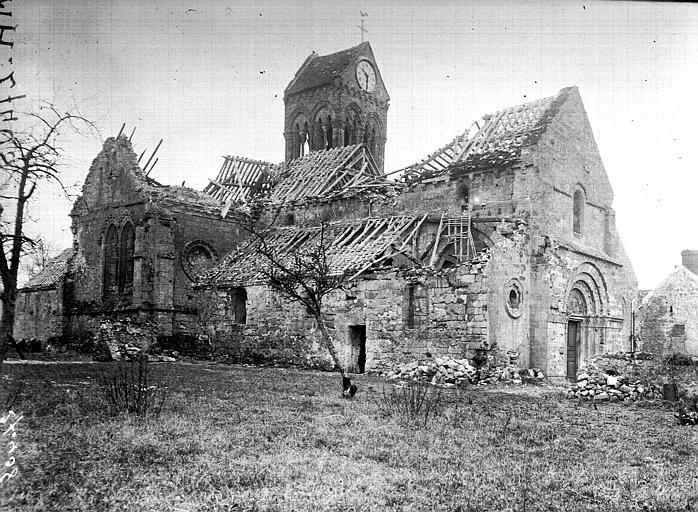
L'église en 1920 - Ensemble nord-ouest - Médiathèque de l'architecture et du patrimoine.

Dès 2019, une restauration de l'édifice est planifiée. Le toit du clocher est dégradé, ainsi que celui de la tourelle et de l'abside. Le coût des travaux s’élève à 700 000 euros. La commune reçoit des subventions à hauteur de 90 % de la part du département, de la Région et de l’État. 
Afin de lever un montant de 70 000 euros pour compléter le budget, le maire de la commune, Stéphane Frère, entame un périple de 750 kilomètres à bicyclette, jusqu'au Vatican,. 